# NGC 635
NGC 635 este o galaxie spirală situată în constelația Balena. A fost descoperită în 15 octombrie 1885 de către Francis Leavenworth.